# Henry Feuer
Henry Feuer (* 4. April 1912 in Stanislau; † 9. Februar 2011 in West Lafayette, Indiana) war ein österreichisch-US-amerikanischer Chemiker und Hochschullehrer.
Henry Feuer studierte Chemie an der Universität Wien und wurde dort promoviert. Er emigrierte in die USA und ging 1943 für ein Post-Doc-Studium an die Purdue University in West Lafayette, Indiana. Dort wurde er 1947 Assistant Professor und 1961 Full Professor.
Sein Forschungsgebiet war insbesondere die Chemie der organischen Nitroverbindungen.

## Auszeichnungen
- Wetherill-Medaille 1998[1]